# Мемориал революционной, боевой и трудовой славы железнодорожников
Мемориал революционной, боевой и трудовой славы железнодорожников — мемориальный комплекс в приднестровском городе Бендеры, посвящённый железнодорожникам города.
Комплекс был открыт на площади возле железнодорожного вокзала в 1977 году. Состоит из музея революционной, боевой и трудовой славы железнодорожников, памятника жертвам расстрела — «Чёрного забора» и шестиметровой стелы, открывающей комплекс. У её подножия в день открытия комплекса была заложена капсула с письмом к жителям Бендер XXI века.
Музей бендерских железнодорожников состоит из паровоза марки СУ и трёх вагонов. Внутри вагонов расположена экспозиция, рассказывающая об истории железнодорожников города.
Памятник «Чёрный забор» впервые был открыт в 1969 году у здания депо и был перенесён впоследствии в единый мемориальный комплекс. Застывшие фигуры памятника по замыслу скульпторов М. Зорина и В. Петрова олицетворяют стойкость и мужество, несломленный дух железнодорожников, представших перед румынскими войсками, занявшими Бендеры в феврале 1918 года. Угольная чернота рельефа памятника должна подчёркивать драматизм тех событий.

## Галерея

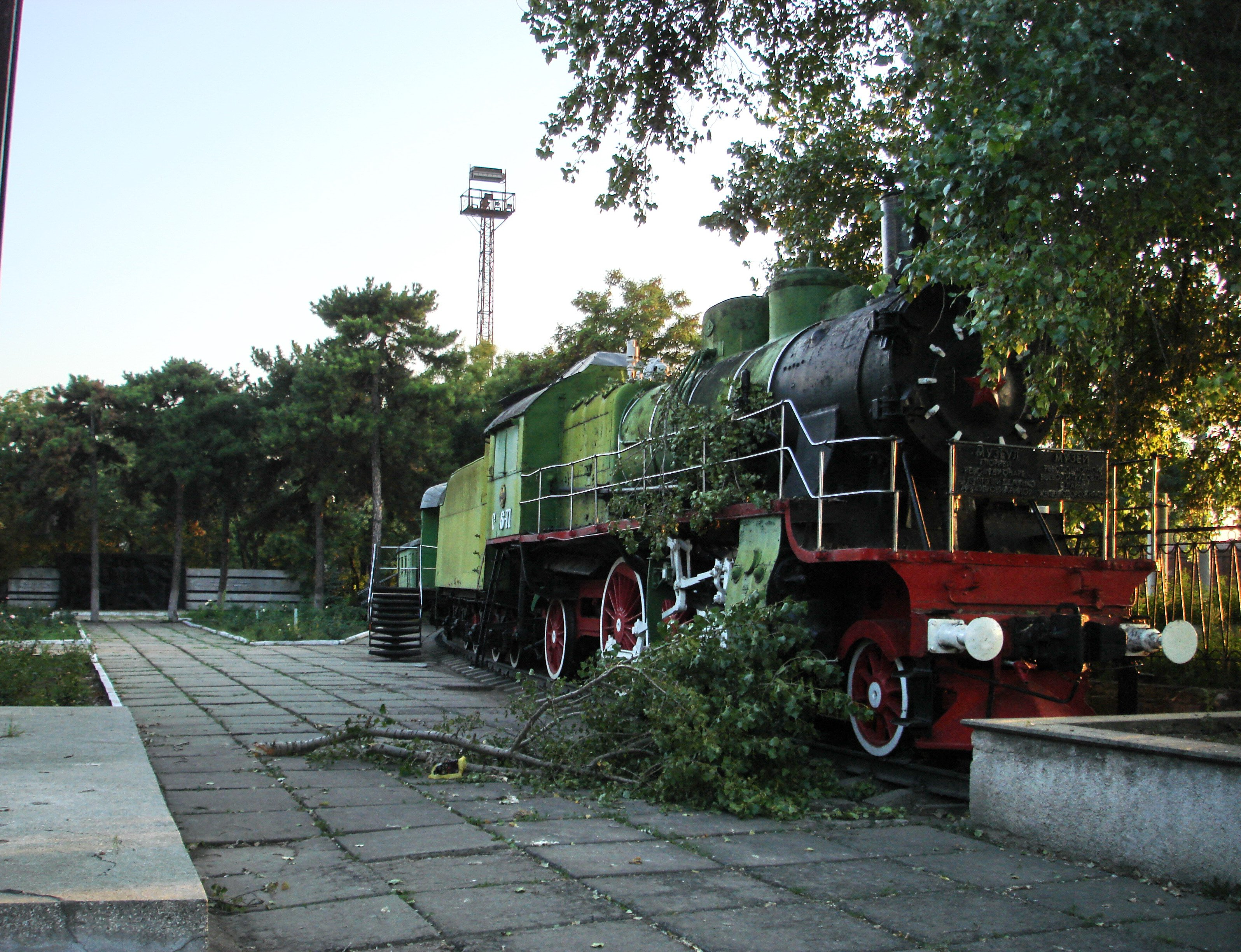
Музей железнодорожников
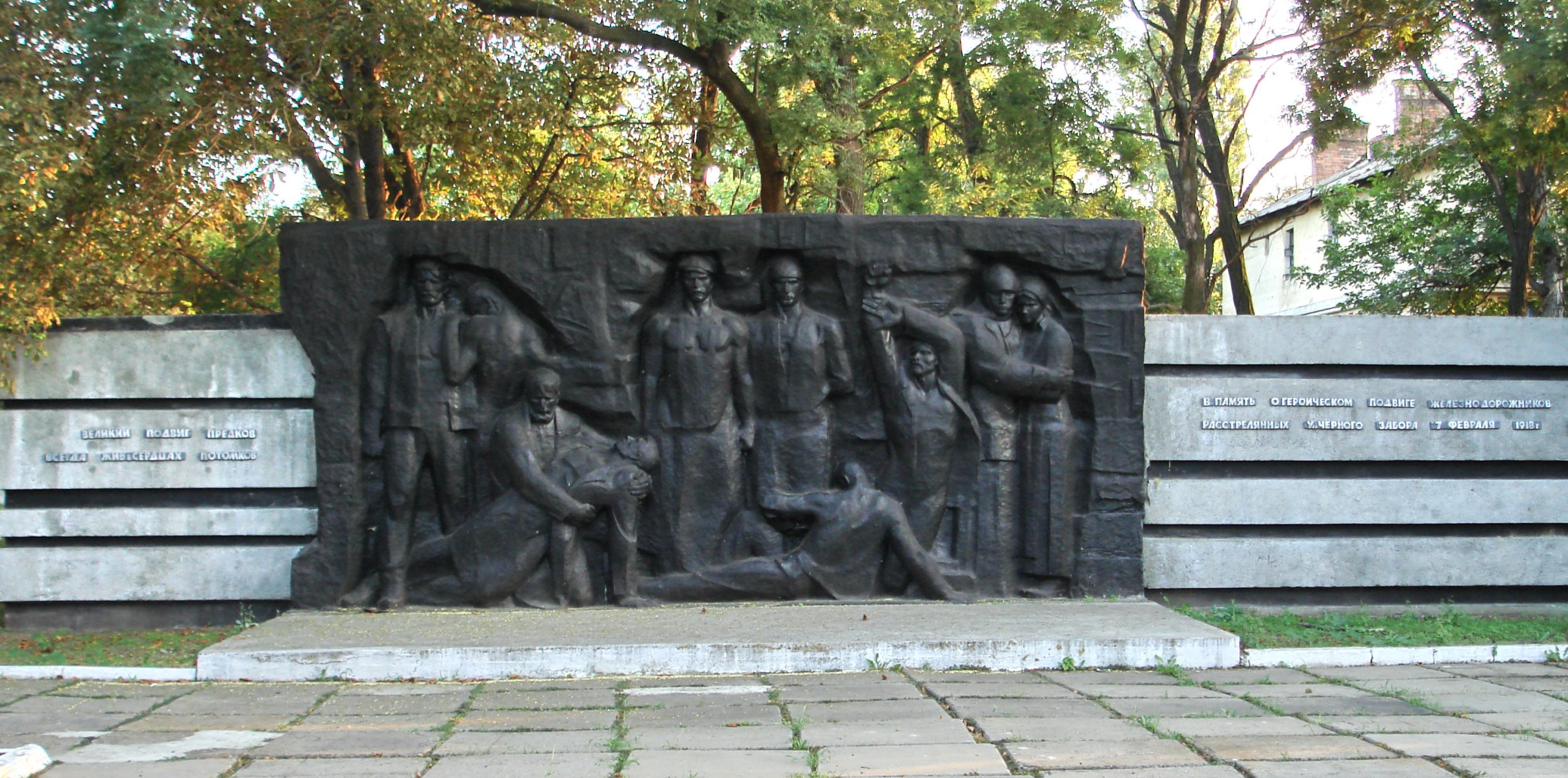
«Чёрный забор»